# Megachile hohmanni
Megachile hohmanni är en biart som beskrevs av Borek Tkalcu 1993. Megachile hohmanni ingår i släktet tapetserarbin, och familjen buksamlarbin. Inga underarter finns listade i Catalogue of Life.